# Acontiophorus ornatus
Acontiophorus ornatus är en kräftdjursart som först beskrevs av Brady och Robertson 1876.  Acontiophorus ornatus ingår i släktet Acontiophorus, och familjen Asterocheridae. Arten har ej påträffats i Sverige.